# Luka Čulić
Luka Čulić (Split, 23. svibnja 1890. — 1945.), hrvatski visoki sindikalni dužnosnik, HSS-ovac, gradski dužnosnik

## Životopis
Rodio se je u Splitu, na Lučcu-Manušu, blizu zgrade Velike realke, u domoljubnoj težačkoj obitelji. Završio je za električara. Posao je našao kod privatnika. U mladoj dobi spoznao je težak položaj hrvatskog naroda i radništva. No, nije poput mnogih radnika, uključujući svoje kolege, završio u komunizmu. Gotovo cijeli je Prvi svjetski rat od izbijanja do kraja proveo u Puli gdje je službovao u austrijskoj ratnoj mornarici. Pred sam kraj rata zarobljen je te je kratko bio zarobljenik. Već 1919. godine vratio se je u rodni grad.
Prepoznao je da je i nova država u kojoj se našao hrvatski narod tamnica i da je ulazak u tu državnu zajednicu. Kad su se neki splitski rodoljubi stali okupljati i dogovarati, i Čulić je bio među njima. Zarana je prihvatio nauk braće Radić i ideologiju HSS-a. Također je drugačije pristupao rješavanju nepravedna i teška položaja radničke klase. Držao je da nasilje i štrajkovi nisu nužna metoda, nego je bio uvjerenja da se to može postići i mirnim putem i pregovorima s poslodavcima. Hrvatsko rodoljublje zasmetalo je orjunašima, a komunistima uz ostalo zasmetala je mirna metoda. Splitski ogranak HSS-a osnovan je 1925. godine. 
Na općinskim izborima 1928. bio je kandidat na HSS-ovoj izbornoj listi, zajedno sa S. Giunijom i Josipom Berkovićem. Čulić je izabran i bio je vijećnikom Općinske uprave. Sudjelovao je Čulić u burnim događajima travnja 1928. kad je održan zbor SDK gdje je govorio i Stjepan Radić, te lipnja iste godine nakon atentata na hrvatske zastupnike u Skupštini. Skupa sa splitskim rodoljubima demonstrirao je protiv zločina i nasilnih metoda velikosrpskih hegemonista.
Proglašenjem kraljeve diktature Čulić je i dalje agitirao za HSS, protiv srpskog šovinizma, premda je to objašnjavati ljudima značilo ilegalnu djelatnost. Nakon popuštanja diktature HSS postupno obnavlja djelatnost, a Čulić je ostao na istim stajalištima metode razgovora, pregovora i dogovora. Tada je u prvim redovima pristaša HSS-a u Električnim poduzećima. Iako gorljivim HSS-ovcem, nikad nikojeg člana obitelji nije prisiljavao biti u HSS-u.
Čulićeva inicijativa urodila je novim čedom na sindikalnom polju u gradu Splitu. 15. prosinca 1935. osnovana je splitska podružnica Hrvatskoga radničkog saveza čiji je bio predsjendik. Bila je izravni konkurent komunističkom URSSJ-u. Uz agilna predsjednika, podružnica je imala jednako agilna tajnika iz izrazito domoljubne obitelji, Desimira Jakašu i rezultat je bila vrlo plodnu djelatnost. Dnevni tisak iz Splita izvješćivao je o Čulićevim uspješnim razgovorima i pregovorima s poslodavcima, pa time izvrstan rad Čulića i Jakaše rezultira rastućom popularnošću HRS-a u Splitu među radnicima. Čelnici središnjice HRS u Zagrebu prepoznali su kvalitetno djelovanje te su Čuliću dodijelili mjesto potpredsjednika HRS-a. 
Tek 1937. godine Titovim dolaskom komunistička ideologija se u Splitu značajnije proširila tek dolaskom Tita 1937. godine.
Kao jedna od čelnih osoba Hrvatskoga radničkog saveza (HSS-ove sindikalne organizacije), bio je izložen progonima od državnih vlasti, jugonacionalista, ali i od konkurentske KPJ.
Pred rat su se za primat borili sindikati HSS-a i Komunističke partije, odnosno HRS (Hrvatski radnički savez) i URSSJ (Ujedinjeni radnički savez sindikata Jugoslavije). URSSJ do dolaska Tita nisu bili jaki. Hrvatski radnički savez je bio taj koji se borio za nacionalnu slobodu i socijalnu pravdu, a komunistički su bili u poluilegali. 1938. i 1939. komunistički URSSJ organizirao je dva velika štrajka radi destabiliziranja tek uspostavljene Banovine Hrvatske. Do Titova dolaska nisu bila neprijateljstva među sindikalnim vođama. Njegovim dolaskom počinje aktivniji rad Komunističke partije na sindikalnom polju, a na štetu HSS-a i HRS-a. Zaredali su veliki štrajkovi po Splitu koje su komunisti organizirali ciljajući na odvajanje masa od HSS-a i pripreme za nadolazeći partizanski rat, sve po moskovskim boljševičkim direktivama. Od 1939. godine tehnički tajnik HSS-a postao je Vojko Krstulović, koji je bio pomoćnik Luki Čuliću i Desimiru Jakaši.
Nepodnošenje s komunističke strane je naraslo kad je Čulić stao odvraćati ljude od štrajkova u organizaciji splitskog komunističkog čelništva, koji mu to osobito nisu oprostili jeseni 1940. kad su komunisti organizirali generalni štrajk koji je paralizirao život u gradu. Dolaskom Italije u Split i uspostavom NDH, Čulić nije napustio Split poput pojedinih istaknutih čelnika HSS-a i uopće rodoljuba, nego je ostao kao Paško Kaliterna i još pojedini ljudi. Komunističko vodstvo agitiralo je za odlazak u partizane, promicalo komunizam i KP. Čulić je odvraćao ljude od odmetanja u šumu, držeći se HSS-ove politike da mali narodi ne smiju upuštati se u bitke protiv nadmoćnijeg neprijatelja koji će samo rezultirati nepotrebnim pogibijama malih i odmazdom velikih, nego čekati da se veliki obračunaju između sebe. Već su tu bili primjeri Danske i zemalja Beneluksa, koje nisu imale značajnije pokrete otpora. Isto tako HSS se je borio za hrvatsku državu, dok je KPJ bila internacionalistička. Predsjednik HSS-a Vlatko Maček pozvao je članstvo na otklon od ustaškog i komunističko-partizanskog totalitarizma. Takva politika razbjesnila je komuniste. Zatim je kao i prije rata odvraćao radnike Električnog poduzeća koji je koncem ljeta 1941. organizirala KP. Čulićev HRS okupio je većinu mladež u radništvu, a koja je trebala komunistima za mobilizirati u partizane, a Čulić je opet bio ta brana.
Organizacijski sekretar Komunističke partije Hrvatske Rade Končar uvidio je 1941. da tijek stvari ne ide kako su zamislili. Kritizirao je Pokrajinski komitet zbog slaba rada na organizaciji partizanskog pokreta u Splitu i Dalmaciji. Tada nastaju "udarne brigade", tj. terorizmom je želio zastrašiti stanovništvo Splita, čime bi dezorijentirao zastrašeno stanovništvo,  stvorilo sliku da su HSS i HRS izdajnici, pa bi puk jedini izlaz iz te situacije vidio u Komunističkoj partiji. Za zastrašivanje su se poslužili atentatima. KPJ je u stilu terorističke organizacije, izvršila atentate na HRS-ove ljude, pa i na samog Luku Čulića, Vojka Krstulovića, držeći se svog stava da "s neprijateljima ne razgovaraju, nego da ih bez milosti likvidiraju". Komunisti su se također infiltrirali u HSS i HRS i odvukli im mladež u rat.
Sudbina Prvoga splitskog partizanskog odreda bila je ono čega se je Maček i HSS bojao. Pusta mladost nepotrebno je stradala, a zbog nečijeg interesa. U Splitu je smrt tih mladića snažno odjeknula, pa se potom stanovništvo Splita masovno priključilo partizanskom pokretu, što su komunisti i ciljali. Zbog toga postoji sumnja da su možda ti mladići svjesno žrtvovani.
Čulić im je prvi došao na red za odstrijel. Kasne večeri 1. listopada 1941. terorist Veljko Neškovčin iz mraka je pucao kroz prozor Čulićeve prizemnice u Čulića dvorima kod Velike realke, teško ranivši Čulića. Čulić nije umro odmah, ali posljedice ranjavanja učinile su svoje. Nakon nekoliko godina bolovanja, umro je od toga 1945. godine.
Sin Željko, koji umalo stradao pri tom atentatu, oca je morao potajice pokopati, jer su u poratnom Splitu nevini ljudi stradavali zbog sitnica, posebice ako je osoba bio sin ili svojta osobe za kojeg su komunisti smatrali da je klasni neprijatelj. Nije pomogla činjenica što su Lukina dvojica sinova Veljko i Branko prišla partizanima 1943. godine nakon pada Italije.